# Cabana pasiega

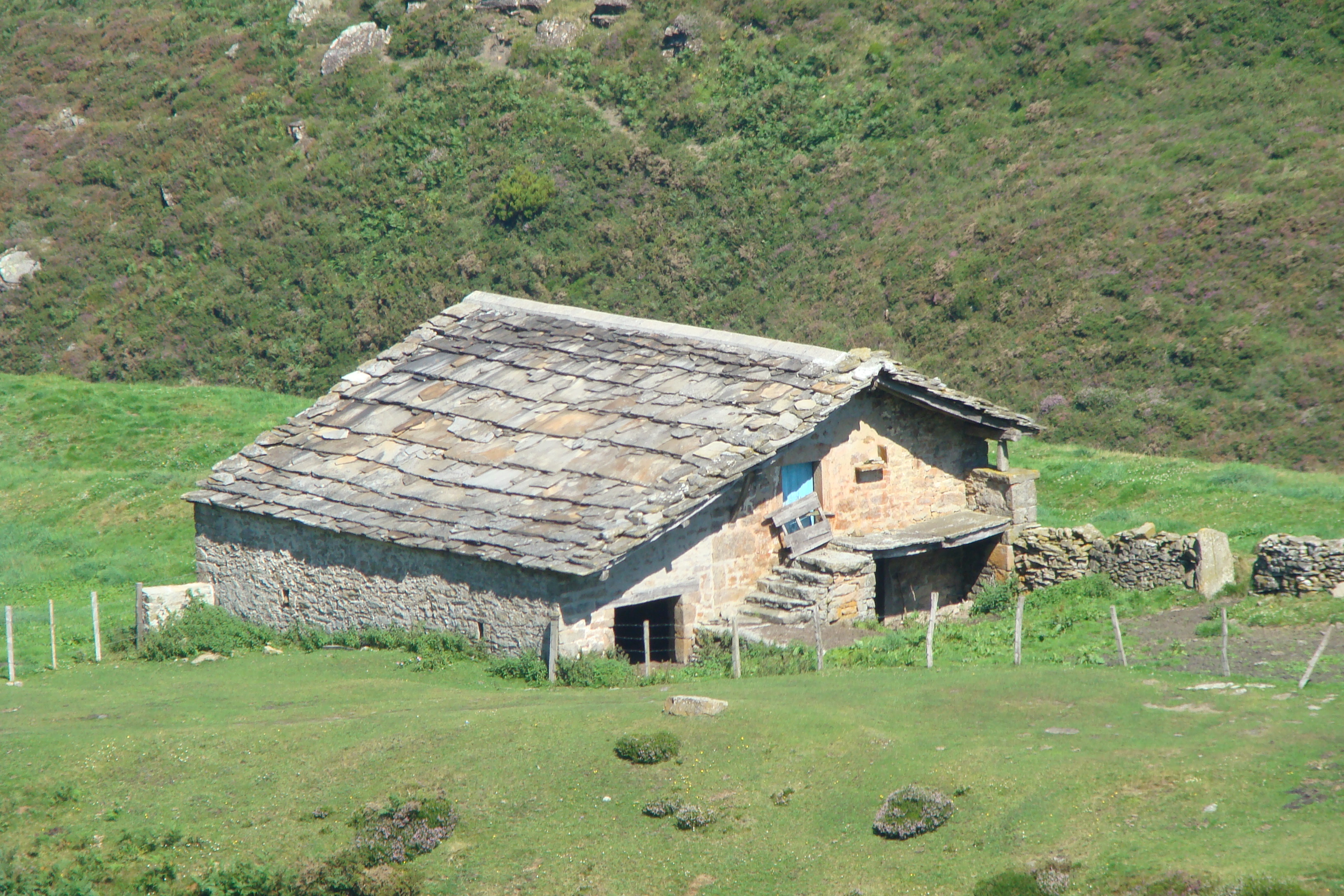
Cabana pasiega típica en el paratge de Rula (Soba).

La cabana pasiega és una tipologia d'arquitectura popular mixta (habitatge-edifici ramader), propi de les zones muntanyoses de Cantàbria, sobretot, de les conques altes dels valls d'Asón i del Pas, l'origen contrastat es remunta al segle XVI. És similar a la borda.

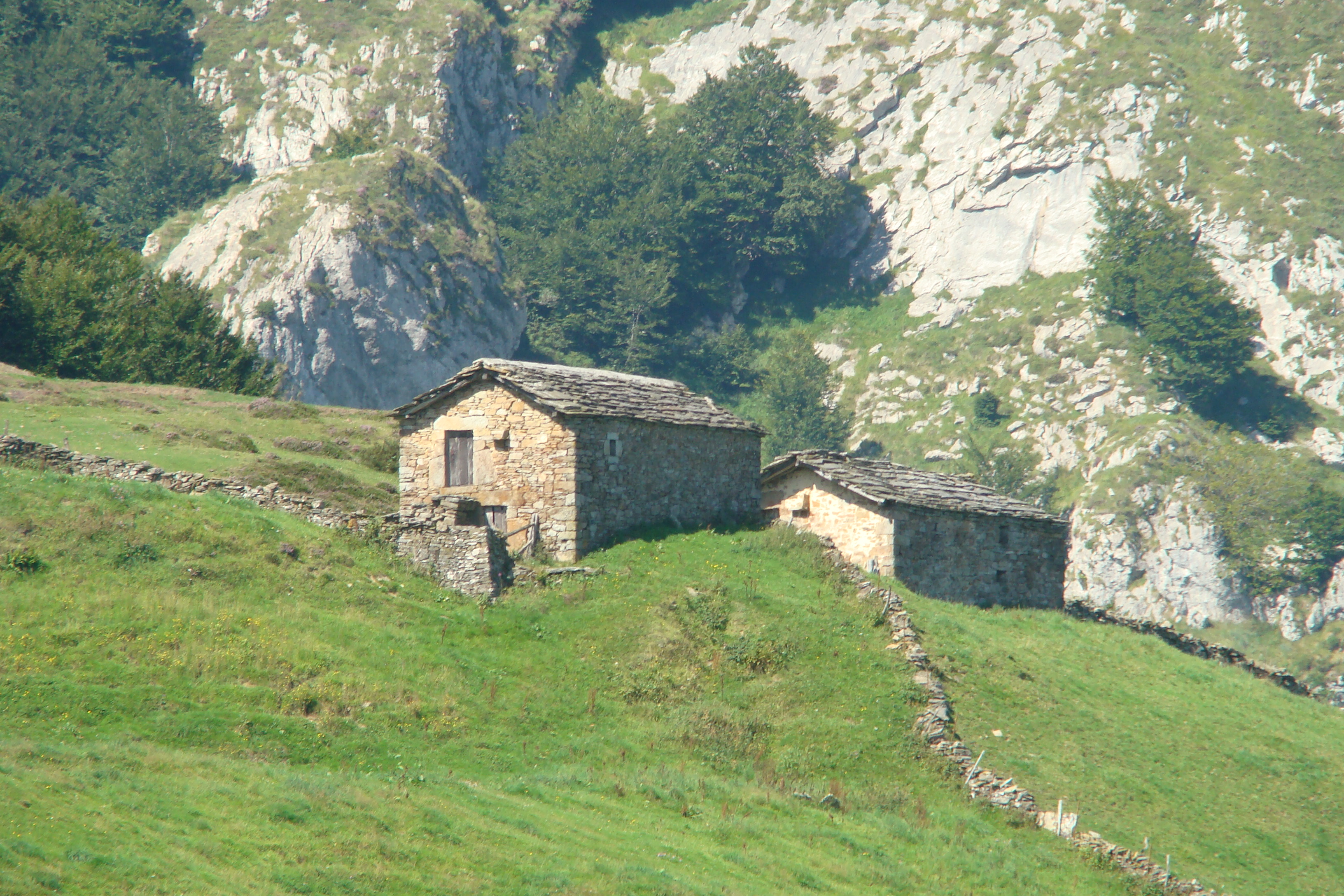
Cabanes els colls del riu Asón

Usualment es tracta d'edificis d'una nau, dividides en dues plantes, amb suport en els murs perimetrals i en un o dos pilars que sustenten la divisòria d'aigües de la coberta. Es construeixen en mampuesto de bona grandària, amb roca calcària del lloc, amb cobertes de llasts pissarroses. L'accés a la planta baixa, emprada com a corral per a animals, es realitza directament des del nivell de camp, mitjançant una porta amb llindar de fusta. La planta superior, usualment habilitada per a habitatge o magatzem, sol tenir accés a través d'un patín, consistent, en els exemples més arcaics, en una escala de graons de llosa, amb una solana o replà, que sol cobrir-se amb una prolongació de l'aler de coberta. De vegades, quan la cabana es troba en fort desnivell, es realitza l'accés des d'un lateral situat a la cota alta, encara que no és l'usual. Els buits en els murs són escassos i de mida reduïda, com a defensa contra el fred.
Aquestes cabanes estaven sempre vinculades a una explotació ramadera, i al sistema "pasiego" de transhumància, denominat mudas, entre les zones baixes i urbanitzades de les valls, i les praderies altes. A la temporada càlida, els ramats eren portats a aquests prats frescos d'altura, anomenats branizes, per passar l'estiu, traslladant-se la família a la cabana durant aquest període. En arribar la tardor, tornaven a les terres baixes. Molt rarament, les cabanes estaven habitades tot l'any, en aquest cas podia donar-se la coexistència de dos o més edificis en un mateix prat. Durant el segle xix i el començament del XX, només es desplaçaven a elles els membres més joves de les cases.
Aquest caràcter vinculat a una explotació ramadera fa que, usualment, tinguin annex un tancat, amb tancament mitjançant mur de pedra, denominat finques o clau.